# Sondersdorf
Sondersdorf ist eine französische Gemeinde mit 316 Einwohnern (Stand 1. Januar 2022) im Département Haut-Rhin in der Region Grand Est (bis 2015 Elsass). Sie gehört zum Arrondissement Altkirch, zum Kanton Altkirch und zum Gemeindeverband Sundgau.

## Geografie
Die Gemeinde Sondersdorf liegt im südlichen Sundgau, etwa 22 Kilometer südöstlich von Altkirch und 25 Kilometer südwestlich von Basel. Der Dorfkern liegt auf 515 m über dem Meer. Südlich des Dorfkerns fließt die Ill. Beim Dorf liegt der Abri de la Neusaege. Das Gemeindegebiet erstreckt sich im Süden bis an den Glaserberg und ist zu etwa zwei Dritteln bewaldet. Zu Sondersdorf gehört der Ortsteil Hippoltskirch.
Im Norden grenzt Sondersdorf an Bouxwiller, im Osten an Raedersdorf, im Süden beziehungsweise auf dem Glaserberg an Kiffis, im Westen an Ligsdorf und im Nordwesten an Ferrette. Nach Süden über den Blochmont-Pass gelangt man von Sondersdorf ins Tal der Lucelle.

## Geschichte
Ein jungpaläolithischer Feuerstein-(Silex-)Werkplatz wurde beim Hohlefelsen entdeckt, ebenso auf der Gemarkung Gräber des 7. und 8. Jahrhunderts. In den Urkunden wird Sondersdorf erstmals 1139 als Sundroltesdorf erwähnt. Der ursprünglich nahe der Ill bei der Hippoltskirche angesiedelte Ort soll sich später an die jetzige hochwassersichere Stelle verlagert haben. 
Bis 1324 gehörte der Ort zur Grafschaft Pfirt und kam dann durch die Heirat der Johanna von Pfirt mit Herzog Albrecht II. von Österreich an Habsburg. Im Westfälischen Frieden 1648 ging der Ort mit dem ganzen elsässischen Besitz der Habsburger an die französische Krone. Das Kloster Feldbach besaß im Ort einen Dinghof. Das in den Urkunden 1239 erwähnte Schloss der Herren von Schönenberg, Dienstmannen des Basler Bischofs, wurde schon vor 1500 zerstört. Von 1871 bis zum Ende des Ersten Weltkrieges gehörte Sondersdorf als Teil des Reichslandes Elsaß-Lothringen zum Deutschen Reich und war dem Kreis Altkirch im Bezirk Oberelsaß zugeordnet.

## Wappen
Wappenbeschreibung: In Silber ein rotes Herz über eine Sonne mit Gesicht (Mittagsonne); darüber gelegt eine goldene Tischlersäge (Gestellsäge).

## Bevölkerungsentwicklung
| Jahr      | 1910 | 1962 | 1968 | 1975 | 1982 | 1990 | 1999 | 2007 | 2011 | 2017 |
| --------- | ---- | ---- | ---- | ---- | ---- | ---- | ---- | ---- | ---- | ---- |
| Einwohner | 335  | 282  | 297  | 296  | 307  | 300  | 317  | 345  | 349  | 335  |

## Bauwerke
- Die Sankt-Martinskirche wurde 1778 bis 1781 erbaut unter Beibehaltung des mittelalterlichen Turms. Vorgänger war vermutlich eine 1628 geweihte Sankt-Ulrichs-Kapelle. Die ursprüngliche Pfarrkirche war die Hippoltskirche.

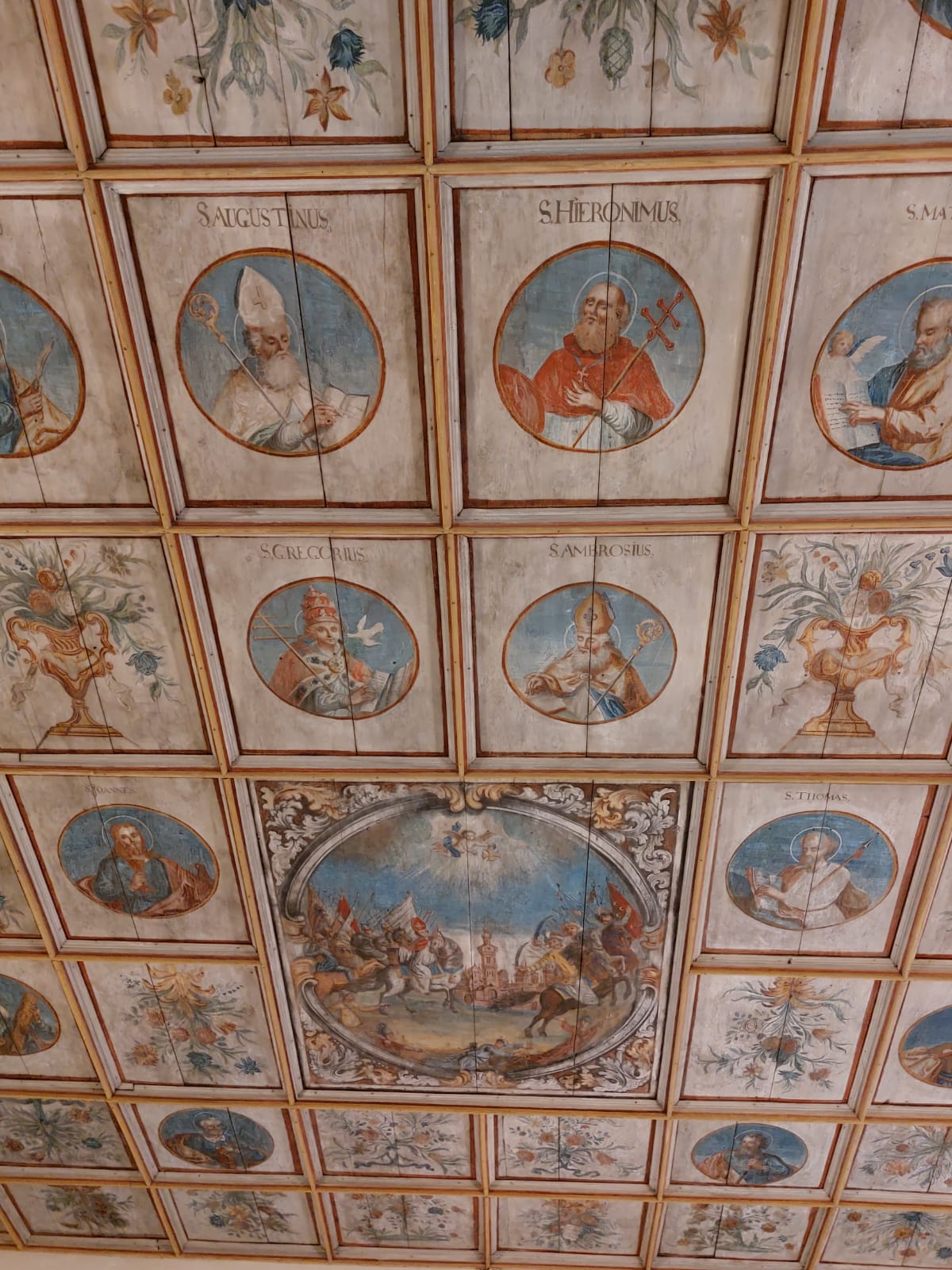
Hippoltskirch, Kassettendecke

- Hippoltskirch, KassettendeckeEine Kapelle St. Martin in Hippoltskirch wird schon 1144 erwähnt, der heutige Bau von 1778/81, renoviert 1953. Kassettendecke mit gemalten Feldern, von der Sankt-Ulrichskapelle (der Dorfkirche) übernommen. Barocke Altäre. Spätgotischer Sakramentsschrein, über den Eingang versetzt. Marienstatue um 1500. Die Hippoltskirche ist seit dem 16. Jahrhundert eine einst rege besuchte Marienwallfahrtsstätte. Die Decke als Monument historique klassifiziert[2]
- Das Schulhaus (Mairie-école) war 1876 bezugsfertig. Die Fassadenmitte mit den beiden Eingängen durch einen kleinen Dreiecksgiebel und ein Türmchen betont. Alle Fenster mit einem Scheitelstein im Stichbogen verziert.

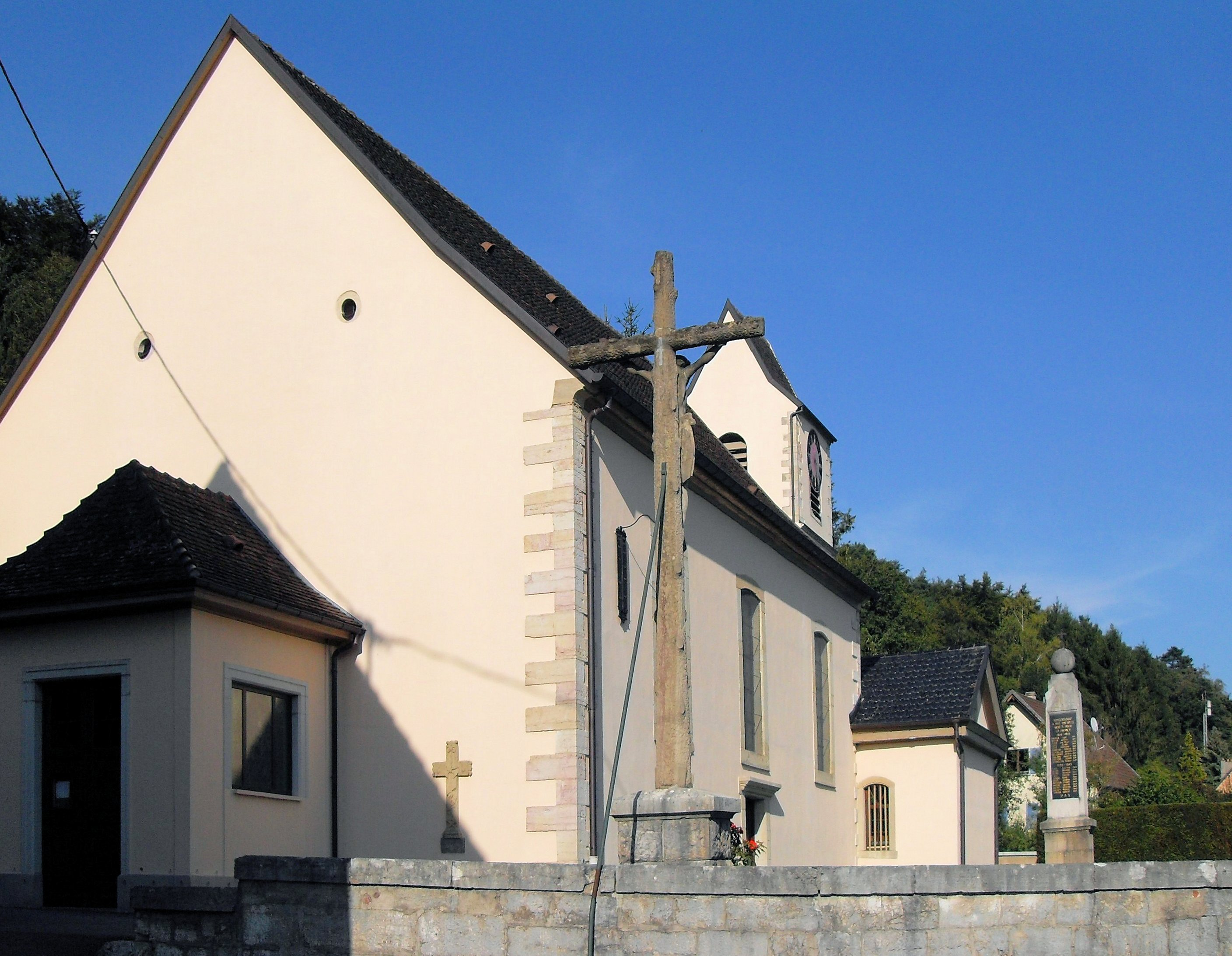
Kirche St. Martin
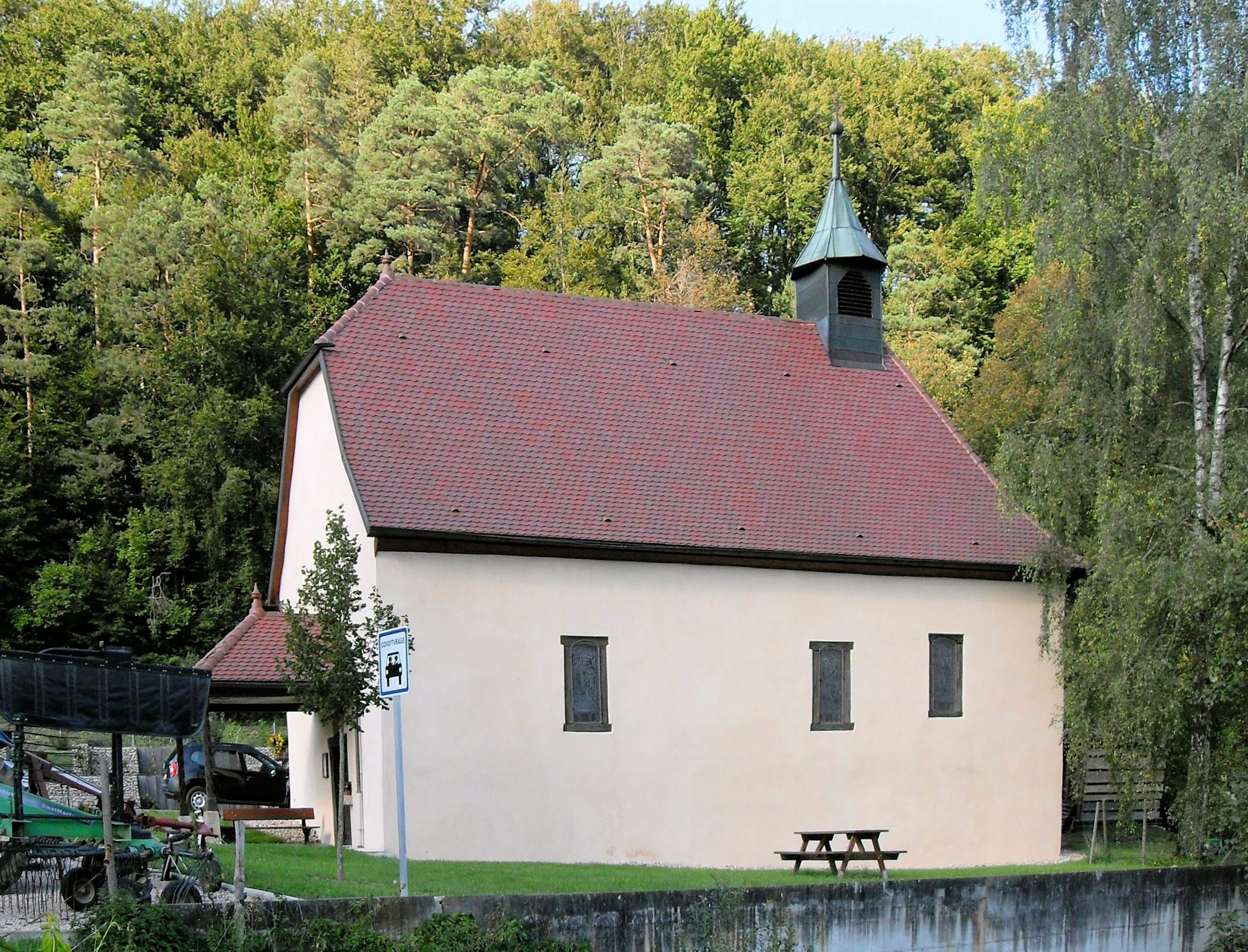
Kapelle in Hippoltskirch
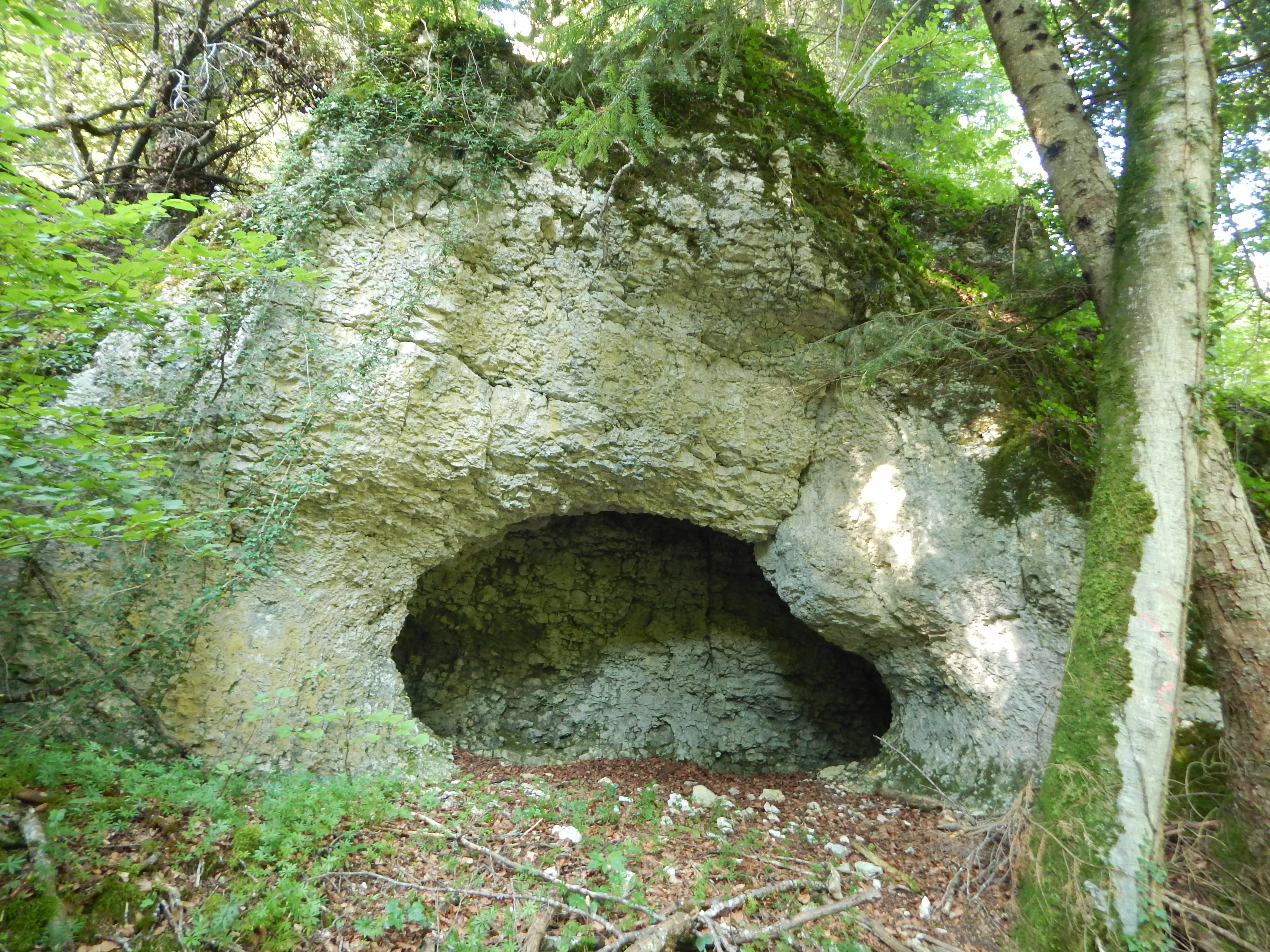
Abri de la Neusaege